# Desert View Watchtower
La Desert View Watchtower est une tour d'observation américaine située dans le comté de Coconino, en Arizona. Conçue par l'architecte Mary Colter, elle est protégée au sein du parc national du Grand Canyon. 
La tour fait partie des Mary Jane Colter Buildings, un district historique inscrit au Registre national des lieux historiques et classé National Historic Landmark depuis le 28 mai 1987. Elle constitue également une propriété contributrice au district historique de la Desert View Watchtower, quant à lui inscrit au Registre national depuis le 3 janvier 1995.